# Blepharepium luridum
Blepharepium luridum är en tvåvingeart som beskrevs av Camillo Rondani 1848. Blepharepium luridum ingår i släktet Blepharepium och familjen rovflugor. Inga underarter finns listade i Catalogue of Life.